# Donno (cognome)
Donno è un cognome di lingua italiana.

## Varianti
De Donna, Di Donna, Di Donno, Donna, Donnarumma.

## Origine e diffusione
Il cognome è tipicamente meridionale.
Potrebbe derivare dal termine donna, dal latino domina, "signora". È affine al cognome Domenico.
Le varianti De Donna, Di Donna e Di Donno sono meridionali, specificamente pugliesi e calabresi.

## Persone
- Carmelo Giovanni Donno (1948-2023) – insegnante e storico italiano
- Daniela Donno (1960-) – politica italiana del Movimento 5 Stelle, senatrice dal 2013 al 2022
- Ferdinando Donno (1591-1649) – poeta marinista italiano
- Leonardo Donno (1985-)  – politico italiano del Movimento 5 Stelle, deputato dal 2018, rieletto nel 2022
- Olindo Del Donno (1912-2009) – politico e sacerdote italiano
- Oronzio De Donno (1819-1886) – patriota e politico italiano